# Sieben Zufluchten

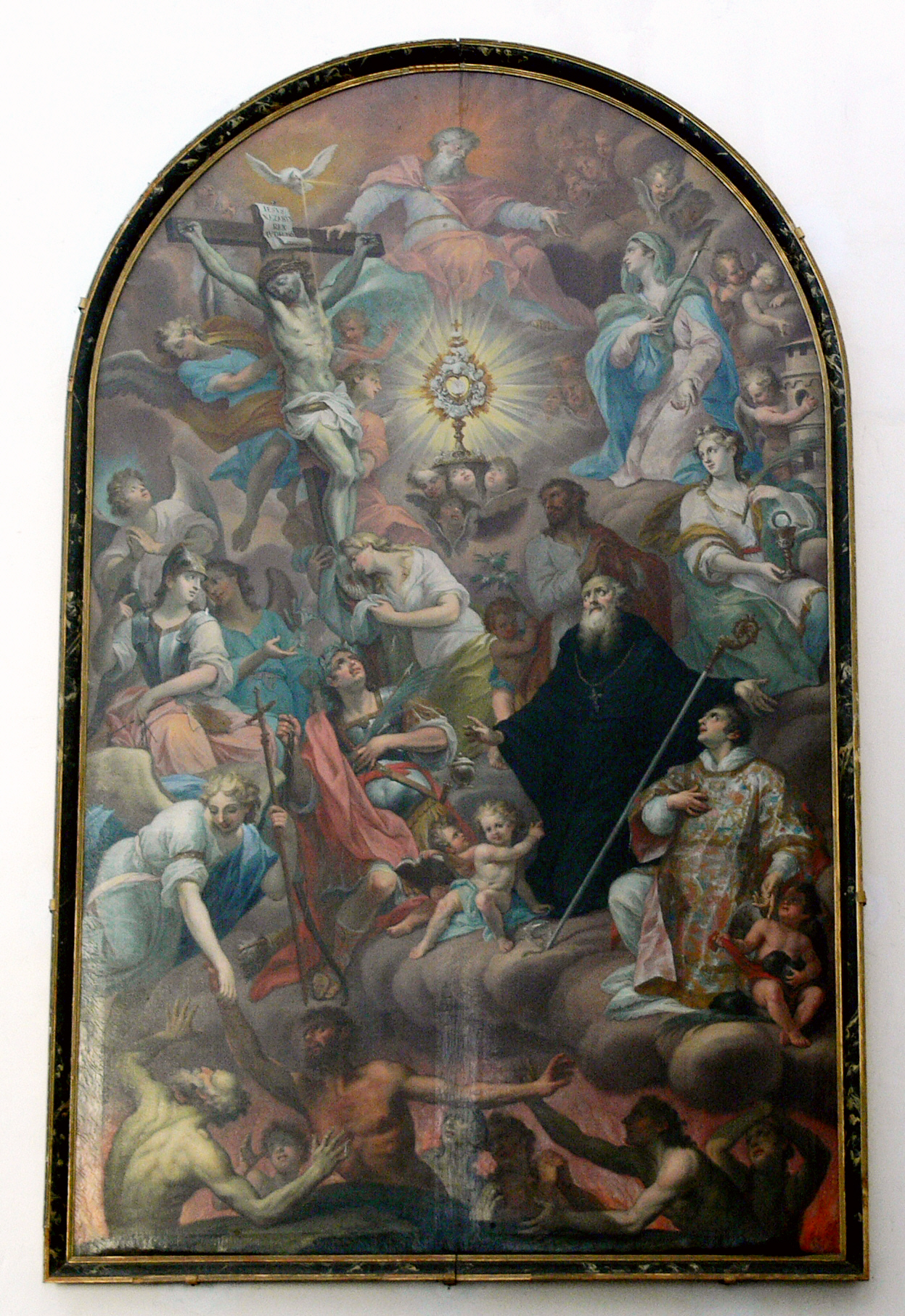
Anton Mayer: Die sieben Zufluchten, 1715 (Kloster Heiligkreuztal)

Die Sieben Zufluchten sind ein in der Barockzeit im Alpenraum (Bayern, Tirol, Salzburg) häufig dargestelltes katholisches Bildmotiv. Seine Entstehung und Verbreitung ist eng mit den Jesuiten und der Gegenreformation verbunden.
Zu den sieben Zufluchten zählen im Einzelnen:
1. die Allerheiligste Dreifaltigkeit: Gottvater, Gottsohn und Heiliger Geist
2. der Gekreuzigte als Zeichen des Heiles
3. das Allerheiligste Sakrament des Altares
4. die Gottesmutter Maria
5. die Engel
6. die Heiligen
7. die Armen Seelen

Die Verehrung der sieben Zufluchten wurde vom Münchner Jesuiten Tobias Lohner begründet, der 1689 das Andachtsbuch Heylwürckende Andacht der Gottliebenden Seelen zu den Siben Zufluchten von einem Jesuitenpater veröffentlichte. In dem Buch ordnete Lohner den Zufluchten jeweils einen Wochentag und einen Festtag im Jahreskreis zu: der Dreifaltigkeit den Sonntag und den Dreifaltigkeitssonntag, dem Gekreuzigten den Freitag und den Karfreitag, der Eucharistie den Donnerstag und Fronleichnam, Maria den Samstag und das Fest Mariä Empfängnis, den Engeln den Dienstag und das Schutzengelfest, den Heiligen den Mittwoch und das Fest Allerheiligen sowie den Armen Seelen den Montag und Allerseelen.

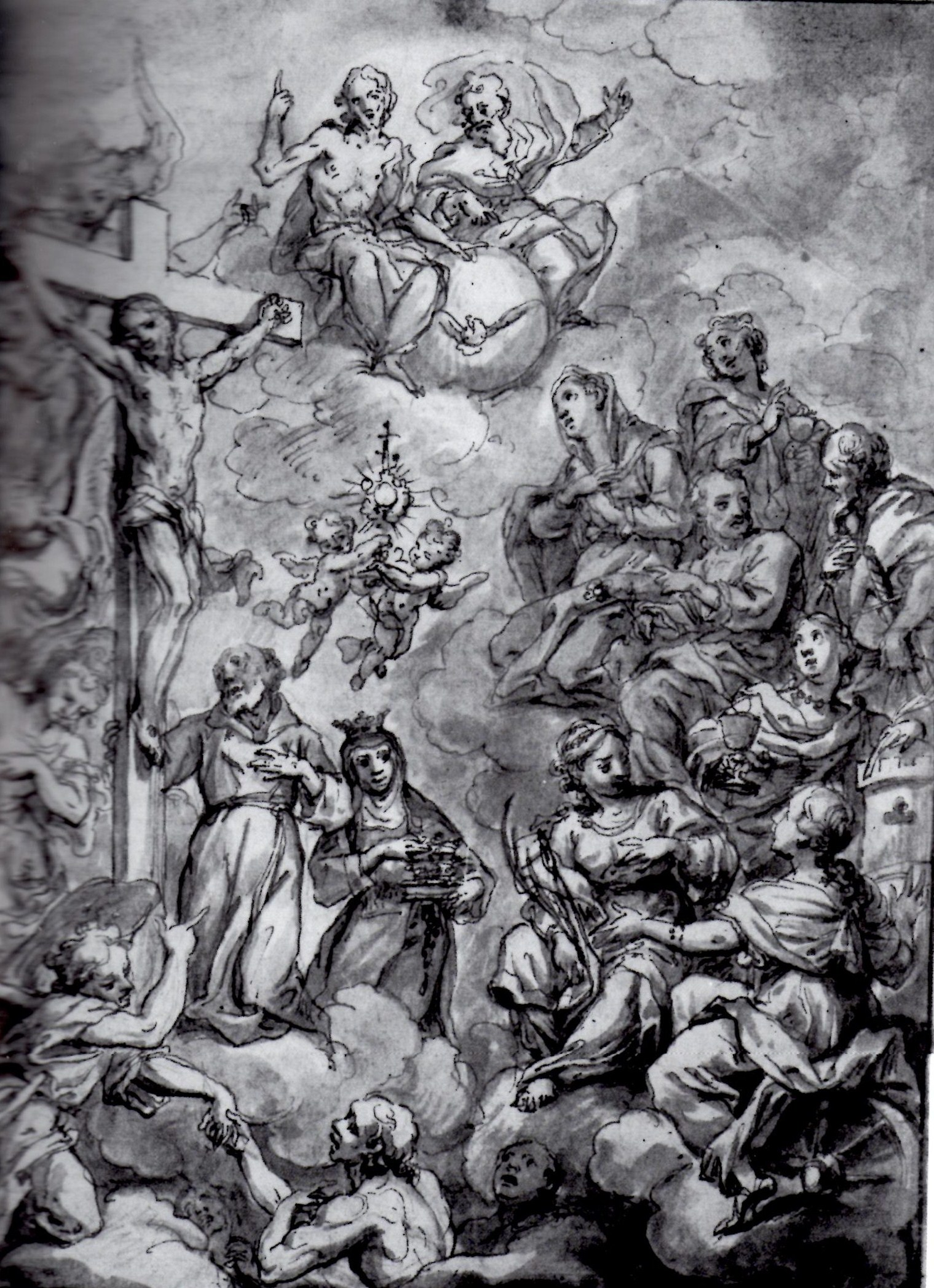
Die sieben Zufluchten, Skizze von Antonio Triva, 1691

Die erste bildliche Darstellung schuf der Münchner Hofmaler Antonio Domenico Triva im Jahr 1691 für eine Seitenkapelle der Münchner Frauenkirche. Drei Skizzen dazu befinden sich in der Staatlichen Graphischen Sammlung München. Die Darstellung diente als Vorbild für alle anderen Sieben-Zufluchten-Bilder.
Typischerweise zeigen die Darstellungen nach dem Vorbild Trivas die Dreifaltigkeit am oberen Bildrand und links darunter Christus am Kreuz. Die Eucharistie in Form einer Monstranz oder als Kelch mit Hostie bildet den Mittelpunkt. Rechts befindet sich Maria, häufig in der Darstellung als Mediatrix, auf den Gekreuzigten oder die Eucharistie weisend. Unter der Muttergottes sind die Heiligen angeordnet, insbesondere bei größerer Zahl sind sie auch im ganzen Bild verteilt. In der ursprünglichen Darstellung handelt es sich bei den Heiligen um Ignatius, Barbara, Sebastian, Josef, Johannes Evangelist und Maria Magdalena. Diese wurden in späterer Folge um andere beliebte Heilige wie Anna, Katharina, Johannes den Täufer, Johannes Nepomuk, Ortspatrone oder Nothelfer ergänzt oder ersetzt. Selten finden sich alle vierzehn Nothelfer abgebildet. Als Engel finden sich zumeist die drei Erzengel Michael, Gabriel und Raphael, manchmal ergänzt um weitere Engel und Putten. Die Armen Seelen im Fegefeuer belegen den unteren Bildrand.
Die frühen Darstellungen hielten sich nahe an diese Anordnung, später kam es zu größeren Abweichungen, indem etwa der Gekreuzigte oder Maria anstelle der Eucharistie in den Mittelpunkt gerückt wurden oder die Gleichwertigkeit der Motive aufgegeben und einzelne Zufluchten betont wurden. Bisweilen wurde der Gekreuzigte in die Dreifaltigkeit einbezogen, so dass Christus nur einmal dargestellt wurde.
Mit der Aufklärung und der Aufhebung des Jesuitenordens 1773 verlor die Andacht zu den sieben Zufluchten an Bedeutung.
Nach dem Motiv benannt sind die Sieben-Zufluchten-Kirchen. Darstellungen der sieben Zufluchten finden sich oft in Allerseelen- und Totenkapellen.